# Daniel Jasinski
Daniel Jasinski (Bochum, 4. kolovoza 1989. - ) je njemački atletičar i bacač diska. Za Njemačku je nastupio na Europskom prvenstvu u atletici u Zürichu, gdje je u završnici osvojio sedmo mjesto, i na Svjetskom prvenstvu u atletici 2015. u Pekingu, gdje je s hicem od 61,70 metara zauzeo 15. mjesto, koje nije bilo dovoljno za prolazak u završnicu natjecanja.
Njegov otac i trener, Miroslaw Jasinski, je nekadašnji bacač diska iz Bydgoszcza u Poljskoj. Studirao je na Sveučilištu u Bochumu.
Svoj osobni rekord od 67,16 m bacio je u Wiesbadenu 2016. Trenira u atletskom klubu "TW Wattenscheid" u Bochumu.
Svoje prvo odličje, brončanoga sjaja, osvojio je na Olimpijskim igrama 2016. u Rio de Janeiru. U prednatjecanju zauzeo je 11.i pretposljednje mjesto koje je vodilo u završnicu, u kojoj je s hicem od 67,09 metara osvojio brončano odličje. Iako nije bio favorit za osvajanje odličja, nakon ispadanja Roberta Hartinga zauzeo je važno mjesto u njemačkoj atletskoj momčadi.